# Diocesi di Dumaguete
La diocesi di Dumaguete (in latino Dioecesis Dumaguetensis) è una sede della Chiesa cattolica nelle Filippine suffraganea dell'arcidiocesi di Cebu. Nel 2023 contava 1.412.394 battezzati su 1.598.455 abitanti. È retta dal vescovo Julito Buhisan Cortes.

## Territorio
La diocesi comprende le province filippine di Negros Oriental (esclusi i comuni di La Libertad, Guihulngan, Vallehermoso e Canlaon, che appartengono alla diocesi di San Carlos) e di Siquijor.
Sede vescovile è la città di Dumaguete, dove si trova la cattedrale di Santa Caterina d'Alessandria.
Il territorio si estende su 4.956 km² ed è suddiviso in 43 parrocchie.

## Storia
La diocesi è stata eretta il 5 aprile 1955 con la bolla Sanctissima ea verba di papa Pio XII, ricavandone il territorio dalla diocesi di Bacolod.
Il 30 marzo 1987 ha ceduto una porzione di territorio a vantaggio dell'erezione della diocesi di San Carlos.

## Cronotassi dei vescovi
Si omettono i periodi di sede vacante non superiori ai 2 anni o non storicamente accertati.
- Epifanio Surban Belmonte † (29 luglio 1955 - 30 maggio 1989 ritirato)
- Angel Nacorda Lagdameo † (30 maggio 1989 succeduto - 11 marzo 2000 nominato arcivescovo di Jaro)
- John Forrosuelo Du (21 aprile 2001 - 25 febbraio 2012 nominato arcivescovo di Palo)
- Julito Buhisan Cortes, dal 28 settembre 2013

## Statistiche
La diocesi nel 2023 su una popolazione di 1.598.455 persone contava 1.412.394 battezzati, corrispondenti all'88,4% del totale.
| anno | popolazione | popolazione | popolazione | presbiteri | presbiteri | presbiteri | presbiteri                | diaconi | religiosi | religiosi | parrocchie |
| anno | battezzati  | totale      | %           | numero     | secolari   | regolari   | battezzati per presbitero | diaconi | uomini    | donne     | parrocchie |
| ---- | ----------- | ----------- | ----------- | ---------- | ---------- | ---------- | ------------------------- | ------- | --------- | --------- | ---------- |
| 1970 | 739.549     | 876.244     | 84,4        | 73         | 43         | 30         | 10.130                    |         | 35        | 78        | 80         |
| 1980 | 936.000     | 1.115.000   | 83,9        | 48         | 48         |            | 19.500                    |         | 4         | 75        | 44         |
| 1990 | 631.000     | 751.000     | 84,0        | 69         | 59         | 10         | 9.144                     |         | 12        | 95        | 37         |
| 1999 | 809.326     | 924.944     | 87,5        | 91         | 80         | 11         | 8.893                     |         | 22        | 140       | 34         |
| 2000 | 809.326     | 924.944     | 87,5        | 91         | 81         | 10         | 8.893                     |         | 24        | 116       | 34         |
| 2001 | 809.326     | 924.944     | 87,5        | 95         | 82         | 13         | 8.519                     |         | 20        | 107       | 36         |
| 2002 | 809.326     | 924.944     | 87,5        | 95         | 82         | 13         | 8.519                     |         | 19        | 83        | 34         |
| 2003 | 809.326     | 924.944     | 87,5        | 95         | 81         | 14         | 8.519                     |         | 25        | 106       | 41         |
| 2004 | 923.680     | 1.010.896   | 91,4        | 98         | 83         | 15         | 9.425                     |         | 30        | 77        | 41         |
| 2006 | 942.000     | 1.031.000   | 91,4        | 97         | 82         | 15         | 9.711                     |         | 21        | 115       | 41         |
| 2013 | 1.052.000   | 1.192.000   | 88,3        | 106        | 82         | 24         | 9.924                     |         | 30        | 103       | 41         |
| 2016 | 1.053.401   | 1.157.583   | 91,0        | 111        | 85         | 26         | 9.490                     |         | 36        | 91        | 42         |
| 2019 | 1.115.690   | 1.226.000   | 91,0        | 116        | 88         | 28         | 9.618                     |         | 32        | 89        | 42         |
| 2021 | 1.346.393   | 1.523.758   | 88,4        | 116        | 88         | 28         | 11.606                    |         | 32        | 86        | 43         |
| 2023 | 1.412.394   | 1.598.455   | 88,4        | 125        | 97         | 28         | 11.299                    |         | 31        | 96        | 43         |